# 2000 в Україні
Далі перелічено події, що відбулися протягом 2000 року в Україні .

## Діючі особи
- Президент: Леонід Кучма
- Прем'єр-міністр: Віктор Ющенко

## Події
- Україна-Північний полюс-2000 — арктична експедиція з 4 по 21 квітня 2000 р. Вперше в історії України була проведена з метою популяризації України як могутньої авіаційної та спортивної держави світу.[1]
- Всеукраїнський референдум 16 квітня 2000 року — опитування думки громадян України з приводу реформації системи державного управління
- Броварська катастрофа — нещасний випадок, що стався 20 квітня 2000 року у місті Бровари Київської області, коли навчально-бойова ракета типу «земля-земля» комплексу «Точка-У», запущена на військових навчаннях з Гончарівського полігону, зійшла з запланованого курсу, та, пролетівши 90 км, влучила у житлову 9-поверхівку.
- Медаль «Честь. Слава. Держава» — нагорода Київської міської ради, заснована 1 червня 2000 року для нагородження учасників антитерористичної операції за мужність, патріотизм, високу громадянську позицію, героїзм, бойові заслуги у захисті незалежності, суверенітету та територіальної цілісності України.
- 17 вересня 2000 року - убивство Георгія Гонгадзе
- Касетний скандал (Кучмагейт, Плівки Мельниченка) — політичний скандал в Україні, що вибухнув після оприлюднення касетних записів із кабінету Президента України Леоніда Кучми восени 2000 року, які свідчать про причетність тодішнього Президента України Л. Кучми та ряду інших високопосадовців та політиків до вбивства журналіста Г. Гонгадзе.
- Україна без Кучми (абр. — УБК) — кампанія протестів в Україні у 2000—2001 роках, організована політичною опозицією; спрямована переважно на відставку Президента Леоніда Кучми
- Розформовано 184-й важкий бомбардувальний авіаційний полк (Україна)
- Засновано Академічний хор Ніжинського коледжу культури і мистецтв ім. М. Заньковецької

## Померли
- 8 червня — Жолдак Олесь Іванович, письменник
- 17 вересня — Георгій Гонгадзе, журналіст